# Березина (панорама)
«Березина» («Переход армии Наполеона через Березину в 1812 г.») — панорама, созданная польскими художниками Войцехом Коссаком и Юлианом Фалатом в 1895 году, посвященная сражению на Березине. Целиком до настоящего времени не сохранилась.

## История
Панорама создавалась в течение 16 месяцев и была представлена в Берлине в специальном здании. Высота панорамы составила 15 метров, окружность — 120 метров. В 1896 году она была открыта для публики.
Панорама «Березина» побывала в России. В апреле 1900 года её показали в Киеве, в июле 1901 года — в Москве.
Последним пристанищем панорамы стал Краков, где в 1907 году Войцех Коссак собственноручно разрезал панораму на фрагменты, каждый из которых подписал, а позже пустил на продажу. По словам гида Национального музея в Ополе — Яны Филипчук — шесть фрагментов находятся в музеях Польши, еще четыре — в других странах.
Развернутые репродукции всей панорамы были опубликованы в нескольких странах Европы. В настоящее время они являются раритетом.
Борисовский объединённый музей (город Борисов, Беларусь) располагает фоторепродукцией этой работы польских живописцев, подаренной музею.
- Фрагменты панорамы

## Источник
- Г. Ю. Мазинг, Л. Ф. Ерусалимчик. Березина, год 1812-й. — Минск: Полымя, 1991.